# География на Кения
Кения е държава в Източна Африка, разположена в североизточния край на Източноафриканското плато, пресечена почти по средата от Екватора. На юг Кения граничи с Танзания (дължина на границата – 769 km), на запад – с Уганда (933 km), на северозапад – с Южен Судан (232 km), на север – с Етиопия (765 km), а на изток – със Сомалия (720 km). Общата дължина на сухоземните граници (в т.ч. речни и езерни) е 3521 km. На югоизток има излаз на Индийския океан с дължина на бреговата ивица 320 km, а на югозапад има излаз на езерото Виктория. Крайбрежието на Индийския океан е праволинейно, слабо разчленено, в по-голямата част стръмно. естествените пристанища а много малко. Дължината на страната от северозапад на югоизток е 1140 km, а от североизток на югозапад – 1030 km. В тези си граници Кения заема площ от 581 309 km². Населението към 1.1.2021 г. възлиза на 55 млн. души. Столица е град Найроби.
Територията на Кения се простира между 5°02′ с.ш. и 4°41′ ю.ш. и между 33°57′ и 41°54′ и.д. Крайните точки на страната са следните:
- крайна северна точка – 5°02′00″ с. ш. 35°24′30″ и. д. / 5.033333° с. ш. 35.408333° и. д., на границата с Южен Судан (границата не е маркирана).
- крайна южна точка – 4°40′47″ ю. ш. 39°13′06″ и. д. / 4.679722° ю. ш. 39.218333° и. д., на брега на Индийския океан, на границата с Танзания.
- крайна западна точка – 0°28′19″ ю. ш. 33°56′45″ и. д. / 0.471944° ю. ш. 33.945833° и. д., остров Мфангано, в езерото Виктория.
- крайна източна точка – 3°58′57″ с. ш. 41°54′24″ и. д. / 3.9825° с. ш. 41.906667° и. д., на десния бряг на река Дауа (дясна съставяща на Джуба, на границите с Етиопия и Сомалия.[2]

## Релеф
Голяма част от страната се заема от плато с височина от 500 m на изток до 1500 m на запад. Покрай океанското крайбрежие се простира акумулативна низина с ширина от 50 km на юг до 200 km на север. Към нея стъпаловидно се понижава източната част на платото. Неговата (на платото) централна част е силно разчленена от меридионални тектонски разломи, изразени в релефа чрез падината, грабен Грегори. От дъното на падината се издигат конуси на вулкани (Лонгонот, 2777 m, Ол Доиньо Ебуру, 2668 m и др.), по склоновете на които бликат термални източници и газове. Падината е обградена от високи хребети – Абердер на изток (вр. Ол Доиньо Лесатима, 3999 m), Мау (3098 m) и Елгейо на запад. На изток от падината, в центъра на Кения се издига грандиозния конус на угасналия вулкан Кения (5199 m), най-високата точка на страната, а на запад, на границата с Уганда – конусът на угасналия вулкан Елгон (4321 m). Западната част на Кения представлява високо плато с издигащи се над него остатъчни планини, а покрай езерото Виктория се простира тясна акумулативна низина.

## Геоложки строеж, полезни изкопаеми
Територията на Кения е изградена от докамбрийски кристалинни и метаморфни скали (гранити, гнайси, кварцити, кристалинни шисти), препокрити в зоната на разлома от кайнозойски лави. Крайбрежната низина се състои от морски мезозойски и неоген-кватернерни седименти. Страната притежава големи запаси от неметални полезни изкопаеми – въглеродно-натриева сол (в езерото Магади), кианит, диатомит, гипс, варовик, графит, редки метали (торий, ниобий). На юг и югозапад се разработват находища на златни и полиметални руди.

## Климат
Климатът на Кения е субекваториален, относително прохладен, благодарение на голямата височина на платото, със сезонно и като цяло недостатъчно овлажняване. Близо до екватора има два дъждовни сезона (през март и април и през ноември и декември), а на север и юг валежите са през лятото (юни – август, в Северното, декември – февруари, в Южното полукълбо). Средните юлски температури по крайбрежието са 24 – 25°С, в централните планински райони от 12°С до 15°С, а на запад – 22°С. Средните януарски температури са съответно 27°С, 14 – 18°С и 24°С. На платото денонощните температурни амплитуди са доста големи, а в планините е ясно изразена климатичната зоналност (смяна на поясите от екваториален до нивален по планините Кения и Елгон). Годишната сума на валежите нараства от североизток и изток на югозапад и запад от 250 mm и по-малко до 1500 – 2000 mm.

## Води
Речната мрежа на страната е слаборазвита, особено на север и североизток. реките са маловодни, в по-голямата си част не са плавателни, а на север и североизток са сезонни или епизодични. Най-големите реки са Тана 800 km), Галана (Сабаки, Ати, 390 km), Евасо Нгиро (300 km), принадлежащи към басейна на Индийския океан. На северозапад в езерото Туркана се вливат реките Теркуел и Керио (350 km). Късите реки Нзоя, Няндо, Гуча, Мара и др., вливащи се в езерото Виктория имат по равномерен отток през сезоните. В грабена-падина в централните части на Кения са разположени области с вътрешен отток към езерата Виктория (68 000* km²), Туркана (6405* km²), Найваша (139 km²), Баринго (108 km², Магади (104 km²), Накуру и др., като част о тях са солени.

## Почви, растителност, животински свят, национални паркове
На север и североизток са развити кафеникаво-червени латеризирани почви, които са каменисти, слабо плодородни и често засолени. На северозапад и югоизток има червено-кафяви, а в планините – планински червени почви. По крайбрежието на езерото Виктория са характерни ливадните червено-кафяви, а покрай Индийския океан – черните и сивите почви.
В сухия север и североизток на страната преобладават бодливите гори и храсти, които са безлистни през сухия сезон и ксерофилни редки ори от етиопски тип. На югозапад от тях те се сменят с опустинени савани, простиращи се като широка около 200 km ивица от северозапад (езерото Туркана) на югоизток (брега на океана). В западната най-влажна част на Кения са развити високотревисти савани и паркови гори, а в централните части и в планините – влажни тропични и дъждовни гори. Най-високите части на планините Кения и Елгон са заети от афро-алпийска ливадна растителност. Падината-грабен е обхваната от опустинени савани, полупустини и много халофити. По крайбрежието на Индийския океан е развита паркова баобабова савана.
Животинският свят на сраната е силно изтребен през 19-ти и особено през 20-ти век. Дивите животни се срещат предимно в националните паркове (16 броя с обща с площ 2,6 млн. ха, „Маунт Кения“, „Цаво“, „Лейк Накуро“ – 188 km², „Маунт Елгон“, „Абердер“ и др.) и в резерватите (25 броя с обща с площ 1,8 млн. ха, „Масаи-Мара“, „Амбосели“, „Китенгела“ и др.). В тях обитават слонове, носорози, зебри, биволи, антилопи, жирафи, лъвове, леопарди, гепарди, маймуни и др., от птиците – щрауси и много др., а в реките – крокодили и хипопотами. По крайбрежието на езерото Виктория е разпространена мухата цеце. В района на град Малинди е изграден подводен морски национален парк, в който се охранява забележителна морска фауна и коралови рифове. освен него в страната има още 3 по-малки морски национални парка.